# Groupe d'intervention de la Police nationale
Ne pas confondre avec le GIGN qui dépend de la Gendarmerie nationale.
Ne pas confondre avec le RAID qui, comme le GIPN, dépend de la Police nationale.
 (janvier 2015).
Si vous disposez d'ouvrages ou d'articles de référence ou si vous connaissez des sites web de qualité traitant du thème abordé ici, merci de compléter l'article en donnant les références utiles à sa vérifiabilité et en les liant à la section « Notes et références ».
Les groupes d’intervention de la Police nationale (GIPN) étaient des unités d’élite de la Police nationale française. Les GIPN étaient destinés à intervenir dans des situations d'extrême violence ou à haut risque telles que les prises d'otages, les actes de terrorisme, les mutineries dans les prisons ou les interpellations d'individus dangereux ou de forcenés. La transformation des derniers GIPN situés en Outre-Mer en antennes du RAID, en mars 2019, a marqué la fin de l'emploi de cette appellation. 

## Historique

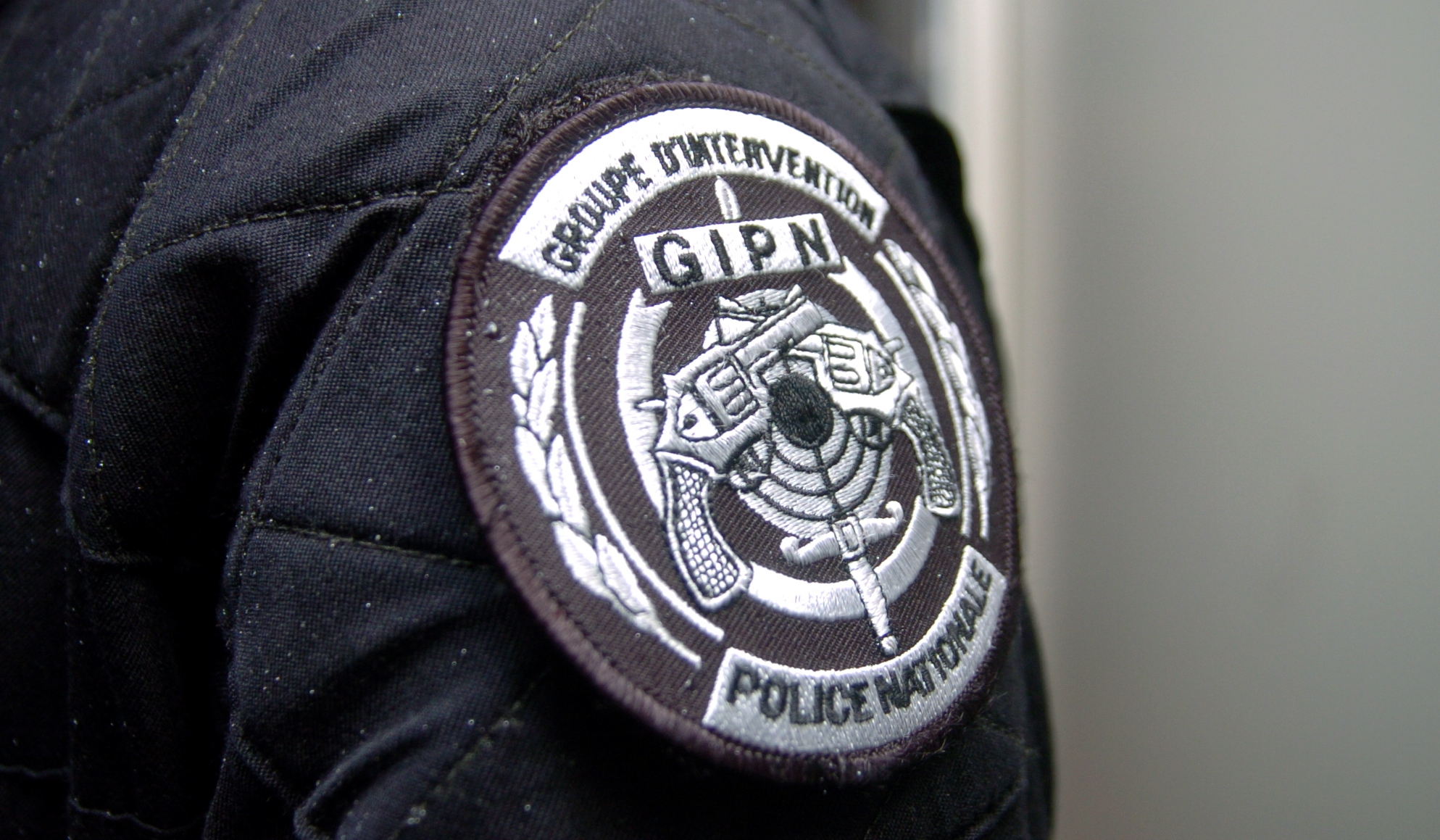
L'écusson sur l'épaule d'un membre du Groupe d'intervention de la Police nationale en mars 2008.

Les premiers GIPN, alors au nombre de onze, ont été mis en place le 27 octobre 1972, soit un an et demi avant le GIGN et treize ans avant le RAID.
La création des GIPN a été motivée par l'assassinat, en 1972, des athlètes israéliens pris en otages lors des Jeux olympiques de Munich. Le gouvernement français a souhaité se doter d'équipes de police capables d'intervenir dans des situations graves comme les prises d'otages, les attentats terroristes, les émeutes. Pour cela, il charge le commissaire divisionnaire Georges Nguyen Van Loc de créer le premier groupe à Marseille.
Le territoire métropolitain est alors découpé en zones de compétence pour chaque groupe d'intervention. En 1985, le nombre de GIPN est de sept. Les groupes métropolitains sont localisés dans les villes suivantes : Bordeaux, Lille, Lyon, Marseille, Nice, Rennes, Metz, Rouen, Toulouse puis  Strasbourg. Puis, en 1992 et 1993, sont créés les GIPN de La Réunion et de la Nouvelle-Calédonie, ce qui porte le nombre de GIPN à neuf. Un dixième groupe est créé en 2007, afin de couvrir la zone Antilles-Guyane.
À compter du mois d'avril 2015, les sept GIPN métropolitains, situés dans les villes de Bordeaux, Lille, Lyon, Marseille, Nice, Rennes et Strasbourg, sont officiellement incorporés au sein du RAID et en deviennent ses antennes territoriales.
À l'issue de cette réforme, seuls les trois GIPN ultra-marins conservaient ainsi la dénomination d’origine jusqu'à la transformation de celui de Nouméa en antenne du RAID, effective en mai 2018, et celle des GIPN de Pointe-à-Pitre et Saint Denis de La Réunion, effective en mars 2019,.

## Missions

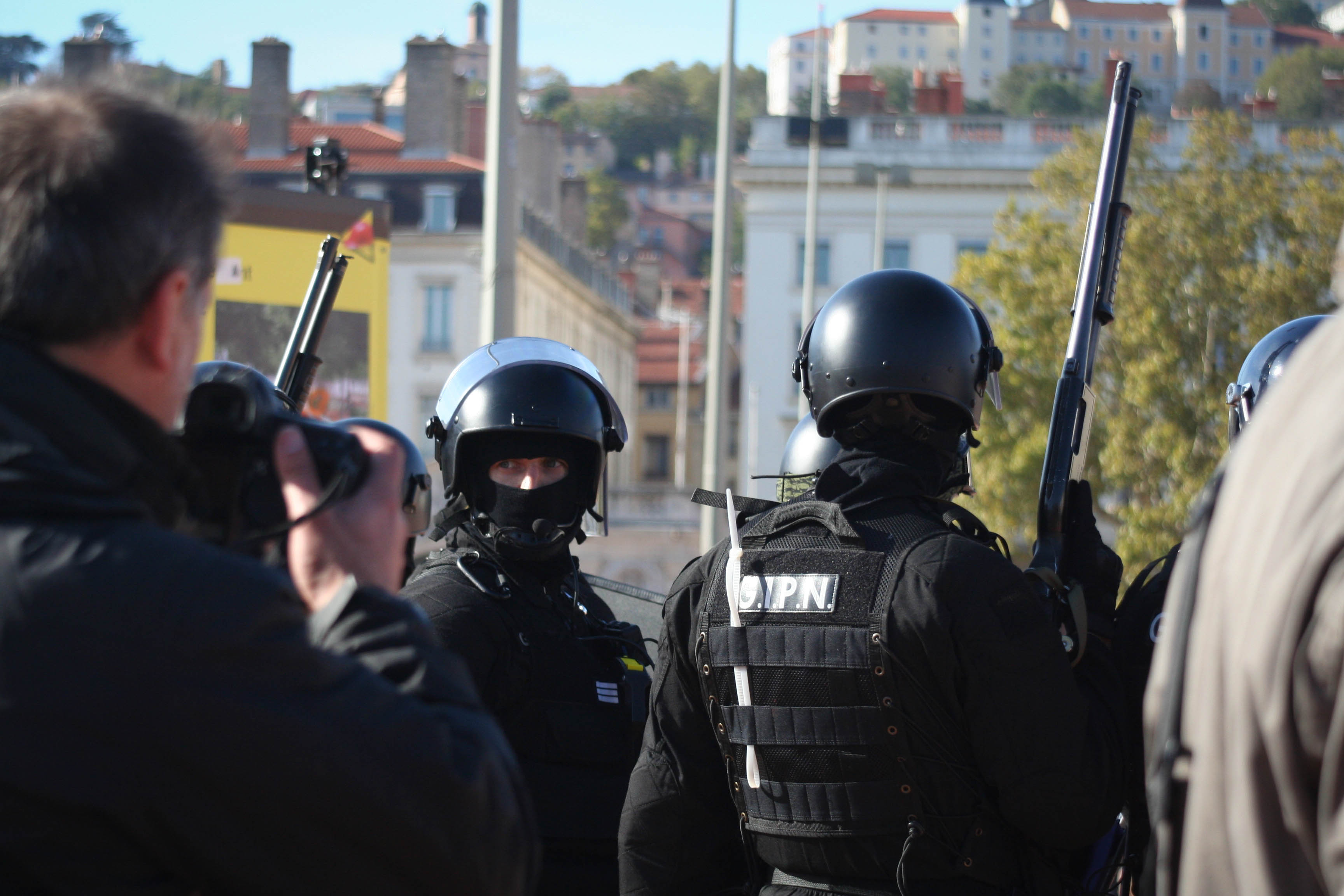

Les GIPN contribuaient à la lutte contre toutes les formes de criminalité, y compris en matière de terrorisme. À ce titre, ils prêtent assistance aux services de police et sont notamment chargés :
- d’intervenir à l’occasion de troubles graves à l’ordre public nécessitant l’utilisation de techniques et de moyens spécifiques ;
- d’intervenir à l’occasion d’opérations de maintien de l’ordre nécessitant l’utilisation de techniques et de moyens spécifiques ;
- de mettre à la disposition des services de police des matériels spécialisés servis par le personnel des groupes[5].

Il s’agit concrètement
- d’une prise d’otages ;
- d’un retranchement de malfaiteur ou de forcené ;
- d’actes de terrorisme ou de grand banditisme ;

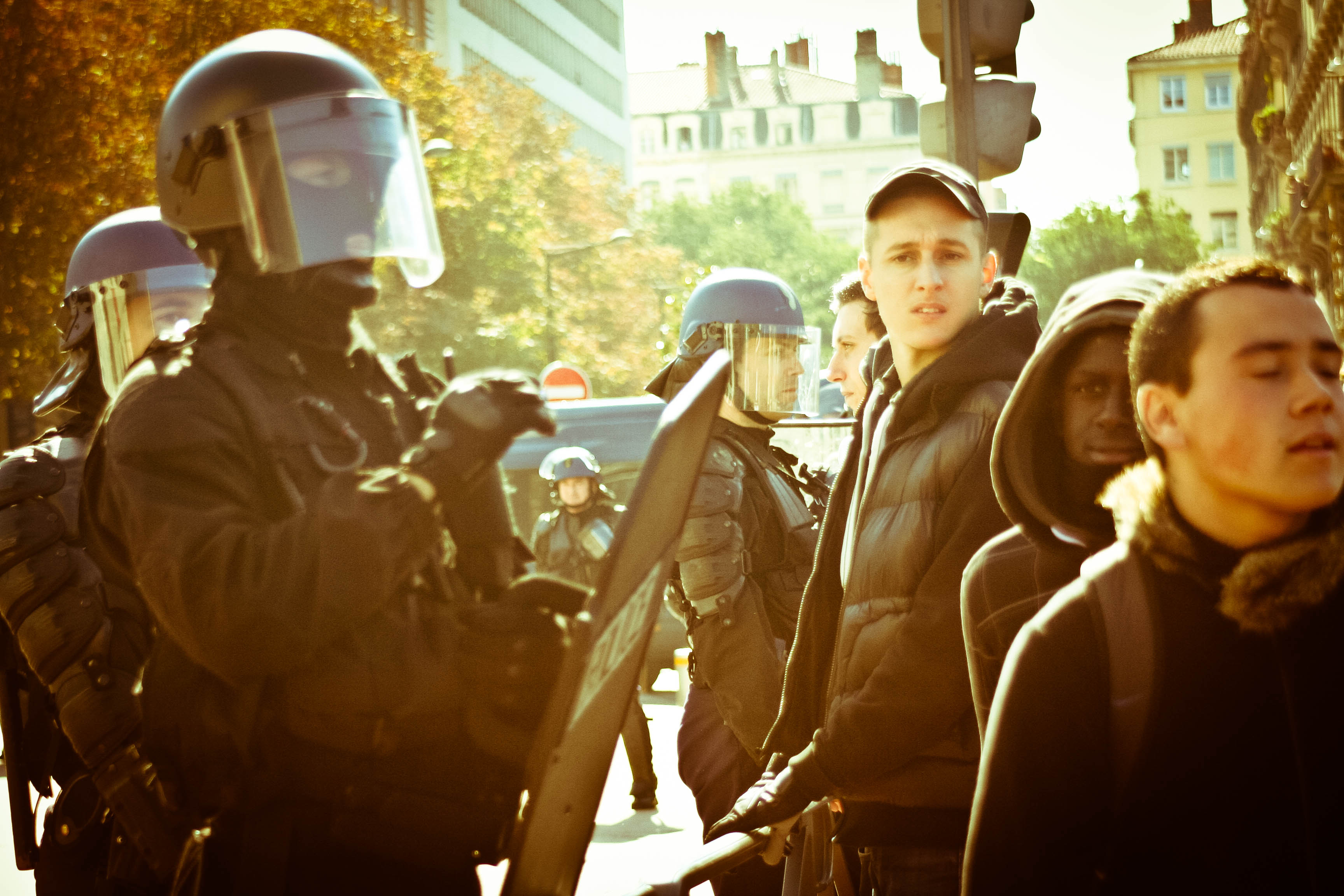
Policier du G.I.P.N. (au premier plan) avec des gendarmes mobiles (au 2nd plan)

- Policier du G.I.P.N. (au premier plan) avec des gendarmes mobiles (au 2nd plan)de l’interpellation d’un individu armé et particulièrement dangereux ;
- de la sécurisation d’un procès à haut risque ;
- de la protection rapprochée de personnalités ;
- de l’extraction, de l’escorte et de la présentation d’un détenu particulièrement dangereux (mission partiellement donnée aux ERIS, service spécialisé de l'administration pénitentiaire).

## Équipement

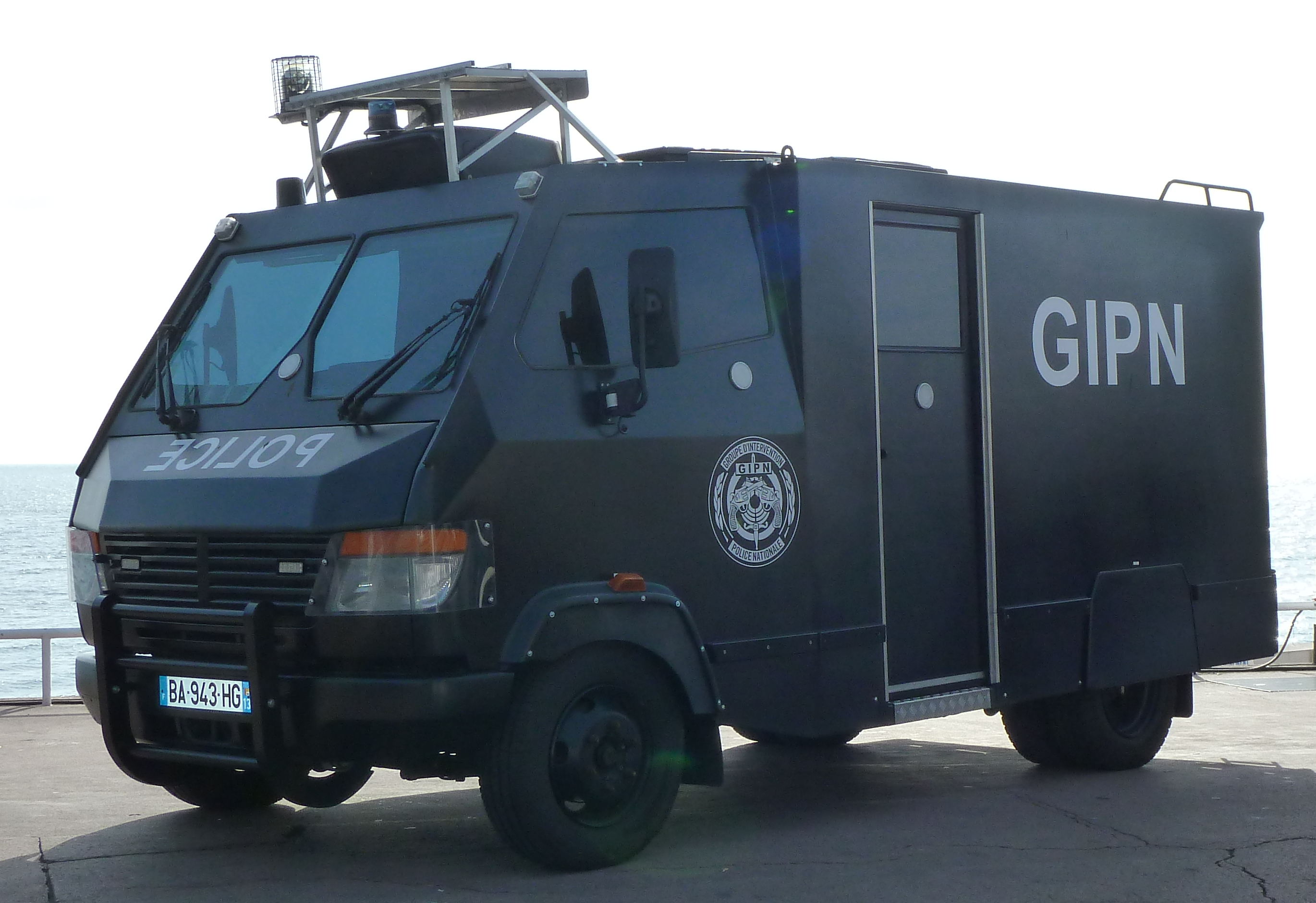
Fourgon blindé destiné au transport de fonds reconverti en véhicule d'intervention.

Les GIPN disposaient d'une palette d'équipements individuels et collectifs leur permettant d'accomplir l'ensemble de leurs missions :
- matériels techniques son, vidéo, optronique, éclairage, etc.
- protections balistiques diverses
- véhicules de transport rapides
- matériels d'effraction

## Armement
Les policiers des GIPN disposaient d'une large gamme d'armes et d'équipement, comme suit :
- 35 kilos de matériels comprenant la tenue, les moyens de défense, de protection et de transmission radio ;
- armes de poing : Manurhin MR 73, Sig-Sauer SP 2022, Glock 17, Glock 26 ; Beretta
- pistolets-mitrailleurs : Heckler & Koch MP5, HK MP5K ;
- fusils d'assaut : HK G36, SIG-551, HK 417, HK G3 ;
- fusils à pompe : Remington 870, Benelli M90, Keltec KSG ;
- fusils de précision : Blaser LRS2, Tikka T3 Tactical, PGM Ultima Ratio ;
- armes non-létales : Taser X26, Lanceur de balles de défense 40 mm B&T LL06 ;

- grenades : aveuglantes, offensives, éclairantes, fumigènes, flashbang (1 effet, 9 effets) ;
- explosifs.

## Organisation
Les GIPN dépendaient de la direction générale de la Police nationale (DGPN).[réf. souhaitée]
Chaque GIPN était dirigé par un officier de police, assisté par un gradé du corps d'encadrement et d'application (brigadier, brigadier-chef, brigadier-major ou RULP). L'exécution des missions était confiée au chef de chaque GIPN, qui déterminait seul la conduite opérationnelle et les moyens engagés par son unité, tout en bénéficiant du concours des autres services de police déployés dans la même opération.

## Recrutement
Pour pouvoir passer les tests d'entrée au GIPN, il fallait être au préalable, gardien de la paix ou officier, avoir été sélectionné sur dossier, avoir au moins trois ans d'ancienneté et moins de 40 ans (45 ans pour les officiers). Les sélections avaient lieu une fois par an et étaient communes avec celles du RAID.
La première phase était constituée de prérequis physiques évalués par les délégations inter-régionales au recrutement et à la formation de la Police nationale (DIRF) : montée de corde, pompes, tractions, relevé de jambes, dips, test de Cooper et sprint (50m).
Une fois cette étape franchie et le dossier du candidat étudié, celui-ci était convoqué à une semaine de sélections physiques, psychotechniques et techniques d'un niveau très élevé. On y trouvait des tests psychologiques, de la conduite de véhicule, des parcours professionnels, du tir, de la natation, une marche commando, des tests de cran, de vertige, de claustrophobie, d'escalade, etc. Il y a également des tests de combat : au sol, en boxe anglaise, puis en pieds/poings. Les meilleurs candidats étaient retenus à la fin de la semaine et étaient soit affectés immédiatement, soit placés dans un « vivier » en attendant qu'une place se libère.
Ils suivaient tout au long de leur carrière un entraînement rigoureux et des évaluations continues vérifiant qu'ils avaient toujours le niveau requis.

### Texte officiel
- Arrêté du 5 janvier 2011 relatif aux missions et à l'organisation des services composant la force d'intervention de la Police nationale et portant dispositions sur l'affectation et l'aptitude professionnelle de leurs agents